# Компания Ньяса
Компания Ньяса (порт. Companhia do Niassa) — королевская компания в португальской колонии Мозамбик, известной в то время как Португальская Восточная Африка, получившая в период с 1891 по 1929 годы в концессию земли, включавшие современные провинции Кабу-Делгаду и Ньяса.

## История
В конце XIX века господству Португалии в Мозамбике угрожали экспансионистские колониальные амбиции Великобритании и Германии. Хотя границы Мозамбика и были формально определены Берлинской конференцией 1884—1885 годов, Португалии не хватало денег для эффективного контроля или эксплуатации этих земель. Чтобы решить эту проблему, португальское правительство в 1891 году королевской хартией позволило трём частным компаниям управлять частями Мозамбика; Мозамбикской компании, Компании Замбези и Компании Ньяса.
Компании Ньяса была предоставлена концессия, охватывавшая теперешние провинции Кабу-Делгаду и Ньяса, от реки Рувума до реки Лурио и от Индийского океана до озера Ньяса и занимавшая территорию 160 000 км². Условия концессии были такими же как и для Мозамбикской компании, за исключением срока концессии, ограниченного 35 годами. Хартия правительства Португалии вступила в силу в марте 1893 года.
Хотя компания была организована купцом из Лиссабона Бернардом Даупе, его синдикат не смог собрать достаточный капитал для деятельности компании, поэтому в 1892—1893 годах  консорциум французского и британского капиталов купил концессию, перенеся свою штаб-квартиру в Лондон. Поскольку большая часть территории была португальской только по названию и ещё не была занята в военном отношении, этому консорциуму было необходимо получить больше средств для своей деятельности.
Между 1897 и 1908 годами компанию Ньяса последовательно контролировали три финансовые группы. Первым был «Синдикат Ибо», собравший достаточно средств для основания в 1897 году административного центра в деревне Ибо. В 1899 году «Синдикат Ибо» превратился в «Инвестиционный фонд Ибо», содержавший небольшую армию, предоставленную португальской колониальной администрацией, состоявшую из 300 португальских солдат и 2800 «сипаев» (индийцев, завербованных в других регионах Мозамбика).
В 1904 году компания основала город Порто-Амелия, ныне известный как Пемба, ставший штаб-квартирой компании.
Примерно в то же время компания обнаружила прибыльный источник дохода. Первые местные контракты на поставку рабочей силы были составлены для Ассоциации коренных жителей Витватерстанда (WENELA) как официального поставщика рабочей силы для шахт Южной Африки. Набирая шахтёров для южноафриканских рудников, Компания Ньяса вступила в прямую конкуренцию с вождями мусульманских племён, особенно с яо, которые всё ещё экспортировали рабов в Аравию. В 1909-1912 годах потребовалось провести дальнейшие военные действия для подавления работорговли. Однако в 1913 году южноафриканские шахты прекратили ввоз рабочей силы из местностей расположенных к северу от 22 градуса южной широты. Хотя Компания Ньяса быстро приняла меры по перенаправлению своих клиентов на рудники Катанги в Бельгийском Конго, её южноафриканские инвесторы потеряли интерес к сотрудничеству  компанией.
В 1913—1914 годах немецкий банковский консорциум купил большую часть акций компании Ньяса с целью раздела Мозамбика между Германией и Великобританией. С началом Первой мировой войны британское конфисковало немецкие акции и передало их английской финансовой группе во главе с Оуэном Филлипсом, председателем Union-Castle Line, которая вела бизнес в Португальской Восточной Африке, но обнаружила, что концессия является обузой. Во время войны территория компании Ньяса была ареной нескольких восстаний, проводившихся местными вождями при поддержке немцев (в том числе и в Треугольнике Кионга). Чтобы иметь возможность противостоять повстанцам, было построено более 300 км дорог. Это также означало окончательный захват плато Муэда, занятого вооружёнными до зубов воинами племени Маконде. Компании Ньяса удалось покорить маконде только к началу 1920-х годов, впоследствии племя в 1960-х и 1970-х годах основой движения ФРЕЛИМО, выступавшего против продолжавшегося португальского колониального господства.
Хотя компания Ньяса создала административные структуры в виде районов, регулируемых её агентами, Компания существовала для принесения прибыли своим акционерам, и не была заинтересована в развитии территории иначе как с этой целью. Одним из основных обязательств компании перед правительством было постройка маяков вдоль побережья Мозамбика, которое не было выполнено. 27 октября 1929 года португальское правительство отказалось продлить концессию и компания Ньяса была упразднена.

## Экономическое состояние компании
Компания Ньяса так и не смогла получить достаточный доход от своих инвестиций, чтобы обеспечить жизнеспособную инфраструктуру на территории находящейся по её контролем. Её  первоначальная капитализация в 300 000 фунтов была лишь малой частью того, что требовалось. Ключом к прибыльности могла бы стать железная дорога от Порту-Амелия до озера Ньяса, открывшая бы внутренние территории для инвестиций в сельское хозяйство и шахты. Однако стоимость такой железной дороги составила бы более 3 миллионов фунтов стерлингов, что компания никогда не могла себе позволить.
Для получения доходов компания полагалась на систему чибало, политику барщинного труда, заставляя местных жителей работать на плантациях и общественных работах. Каучук и сизаль были основными культурами, приносившими доход. Система чибало позволяла компании создавать плантации и заставлять крестьян работать на них, не разрешая в то же время им выращивать собственные культуры для продажи.
Кроме того, компания полагалась на налог на хижины, созданный по образцу системы, действовавшей в Британской Восточной Африке. Хотя теоретически налог должен был взиматься с каждого жилища, в действительности он взимался с каждого взрослого человека, и мог выплачиваться наличными или продуктами. Налог на хижину, составлявший в 1921 году два эскудо, был увеличен в 1927 году до 50 эскудо, и до 85 эскудо в 1929. Сумма налога была увеличена как из-за девальвации эскудо, так и из-за сокращения налоговой базы, поскольку тысячи мозамбикцев искали убежища в Танганьике или Ньясаленде, чтобы избежать его уплаты. Поскольку налог в 50 эскудо был эквивалентом трёхмесячной оплаты труда, многие люди погрязли в долгах или принудительном труде.
В 1926 году общая прибыль составила всего 115 000 фунтов, и компания могла поддерживать её только за счёт ещё более обременительного взимания налога на хижины, и британские инвесторы отказались расширять капитал, если бы концессия была бы продлена после 1929 года, чего не произошло. На момент окончания концессии компания была должна своим кредиторам более миллиона фунтов стерлингов, в то время как активов у неё было только 75 000.